# 竹地祐治
竹地 祐治（たけち ゆうじ、1966年9月26日 - ）は、CBCテレビのアナウンサー（総合編成局兼務）。岐阜県美濃加茂市出身。岐阜県立加茂高等学校を経て、早稲田大学教育学部卒業。

## 来歴・人物
1989年4月にCBCへアナウンサーとして入社。
1996年11月に同局アナウンサーの小高直子と結婚。以降、2児の父である。
リトアニア・カウナス日本領事館元領事代理で、第二次世界大戦時にユダヤ人に命のビザを発行した杉原千畝は大叔父にあたり（竹地の祖母が杉原千畝の妹）、大学在学中には鎌倉市在住の杉原の元を訪れている。自身がメインパーソナリティを務めた『おはよう竹地祐治です』で、杉原千畝のエピソード（親族しか知らない内容もあった）を語るコーナーがあった。また、妻の小高は同局の看板ラジオ番組のひとつである『つボイノリオの聞けば聞くほど』のアシスタントを担当しているが、この番組のメインパーソナリティであるつボイノリオに竹地との結婚について相談したところ、「竹地家の血筋を汚してはならない」と（半ば冗談で）反対を受けたこともあったが、最終的にはつボイも含め局関係者にも歓迎される形で結婚したという話も残されている。
1990年代初頭、台風が東海地方に接近すると必ず竹地が港や海岸へ行かされ、過酷な台風取材を任されていた。その必死な映像がキー局のTBSで何度も放送されたことがきっかけで、現在でも「台風の竹地」と呼ばれるほど台風取材では有名人である。
2000年（平成12年）10月からアナウンサー職から離れる。その後報道局、経営企画部を経て、2024年（令和6年）4月からアナウンサー職に復帰CBCラジオ ＃プラス!で25年ぶりにラジオ番組に復帰する。2024年現在の肩書は総合編成局編成部（ライツ開発部長）兼アナウンス部（アナウンサー）である。
CBCラジオ ＃プラス!内でのあだ名は「ちゃんこ」。これは妻の小高直子がつボイノリオの聞けば聞くほどで「親方」と呼ばれていることから、相撲に因んだものであり、CBCラジオ ＃プラス!のLINEでも使用されている。

## 現在の出演番組

### ラジオ
- CBCラジオ ＃プラス! （2024年4月5日 -　）金曜日担当

## 過去の出演番組

### テレビ
- CBCニュースワイド
- ユーガッタ!CBC（ニュース担当、2000年9月まで）

### ラジオ
- おはよう竹地祐治です

## 著書
- 定番の源流 ロングセラーブランドの発想源（1998年11月、soho出版、ISBN 4-921093-01-6）